# Кривобок Тетяна Вікторівна
Тетяна Вікторівна Кривобок (нар. 14 вересня 1958) — українська радянська діячка, в'язальниця Полтавського виробничого трикотажного об'єднання Полтавської області. Депутат Верховної Ради СРСР 11-го скликання.

## Біографія
У 1970-х роках здобула середню спеціальну освіту.
З 1975 року — учениця в'язальниці, з 1976 року — в'язальниця Полтавського виробничого трикотажного об'єднання міста Полтави Полтавської області.
Освіта вища.
Потім — на пенсії в місті Полтаві.